# 아날렘마

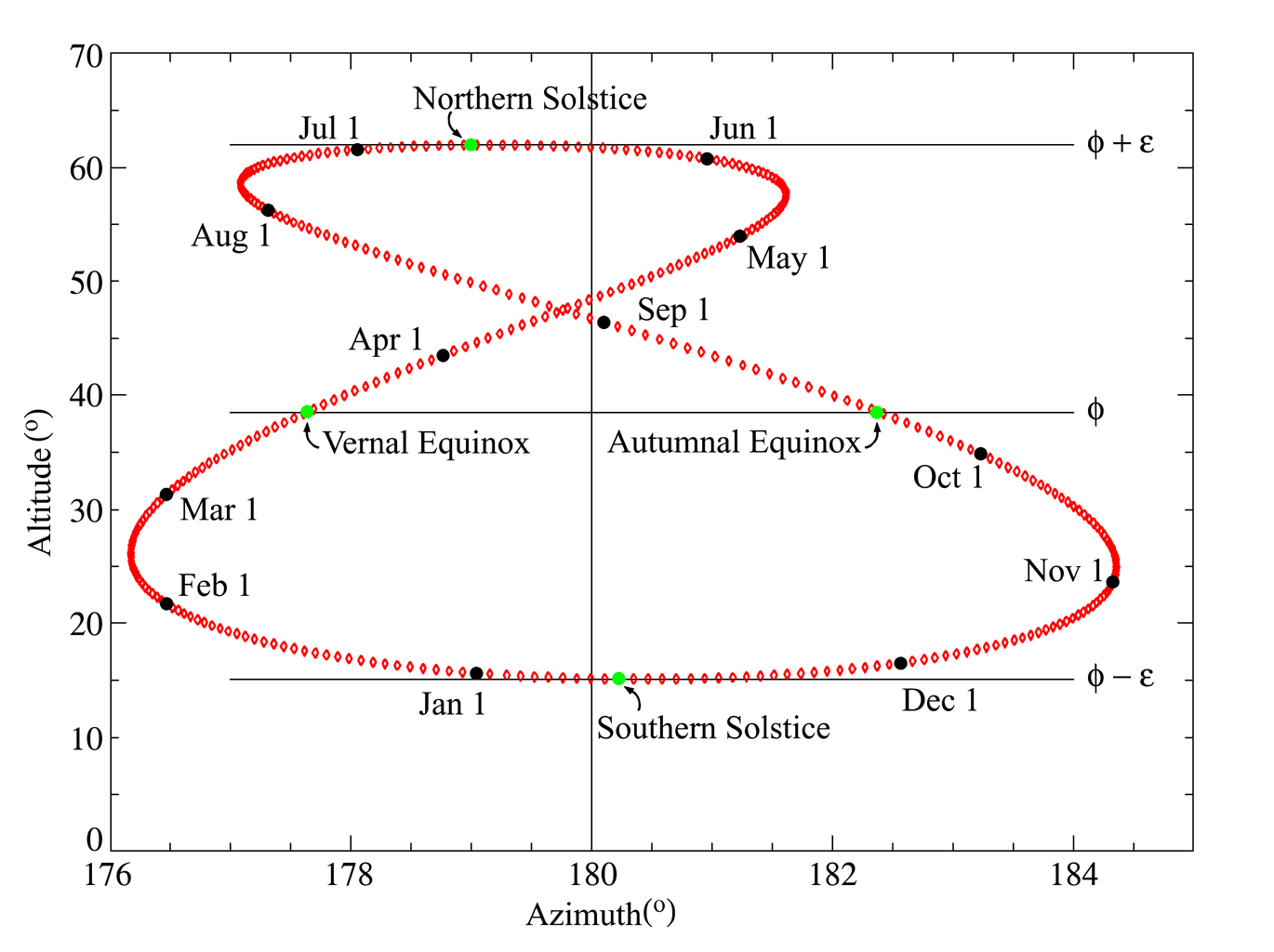
그리니치 천문대의 정오를 기준으로한 아날렘마 다이어그램

아날렘마(Analemma)란 같은 시각, 같은 위치에서 1년간 태양의 위치를 촬영하여 기록했을 때 8자 모양으로 나타나는 현상을 말한다. 균시차 즉, 황도와 지구의 타원형 공전 궤도의 맞물림으로 인해 생기는데, 이 현상을 기록하는 일은 촬영 각도가 조금이라도 바뀌면 오차가 커지기 때문에 상당한 노력이 요구된다.

## 같이 보기
- 남중고도